# Діфаєнс (Пенсільванія)
Діфаєнс (англ. Defiance) — переписна місцевість (CDP) в США, в окрузі Бедфорд штату Пенсільванія. Населення — 196 осіб (2020).

## Географія
Діфаєнс розташований за координатами 40°9′36″ пн. ш. 78°13′54″ зх. д. / 40.16000° пн. ш. 78.23167° зх. д. (40.159907, -78.231776).  За даними Бюро перепису населення США в 2010 році переписна місцевість мала площу 0,44 км², уся площа — суходіл.

## Демографія
Згідно з переписом 2010 року, у переписній місцевості мешкало 239 осіб у 91 домогосподарстві у складі 70 родин. Густота населення становила 546 осіб/км².  Було 109 помешкань (249/км²).
Расовий склад населення:
| - 98,7 % — білих - 0,4 % — чорних або афроамериканців |

До двох чи більше рас належало 0,8 %. Частка іспаномовних становила 0,4 % від усіх жителів.
За віковим діапазоном населення розподілялося таким чином: 25,9 % — особи молодші 18 років, 61,5 % — особи у віці 18—64 років, 12,6 % — особи у віці 65 років та старші. Медіана віку мешканця становила 31,5 року. На 100 осіб жіночої статі у переписній місцевості припадало 94,3 чоловіків;  на 100 жінок у віці від 18 років та старших — 96,7 чоловіків також старших 18 років.
Середній дохід на одне домашнє господарство  становив 49 543 долари США (медіана — 57 188), а середній дохід на одну сім'ю — 59 945 доларів (медіана — 68 558). За межею бідності перебувало 7,6 % осіб, у тому числі 0,0 % дітей у віці до 18 років та 35,9 % осіб у віці 65 років та старших.
Цивільне працевлаштоване населення становило 86 осіб. Основні галузі зайнятості: роздрібна торгівля — 26,7 %, публічна адміністрація — 20,9 %, будівництво — 11,6 %, освіта, охорона здоров'я та соціальна допомога — 7,0 %.